# تسولبيش
تسولبيش (بالألمانية: Zülpich) هي مدينة وبلدة ألمانية تقع في أويسكيرشن في ألمانيا. يقدر عدد سكانها بـ 20,155 نسمة .

## المدن التوأمة
مدن بلايي، كناسألا وأوفربيتوا هي مدن توأمة لـتسولبيش.

## أعلام
- ثيودور ويبر
- فريتز هاين